# Latawce (film 2010)
Latawce (ang. Kites) – bollywoodzki film akcji wyreżyserowany w 2010 w Ameryce przez Anuraga Basu (Życie w... metropolii, Gangster). W rolach głównych Hrithik Roshan, Bárbara Mori, Kangana Ranaut i Kabir Bedi.

## Fabuła
Jay (Hrithik Roshan) jest nauczycielem tańca w Las Vegas. Jedną z jego uczennic jest Gina (Kangana Ranaut), która jest w nim zakochana. Jay nie zwraca na nią uwagi do czasu, gdy dowiaduje się, że należy ona do bogatej rodziny, a jej ojciec jest właścicielem kasyna. Zaczyna spotykać się z Giną. Po niedługim czasie poznaje jej brata Tony’ego Nick Brown i jego narzeczoną Natashę (Barbara Mori), która jest Meksykanką.
Jay jest zafascynowany Natashą, wkrótce odkrywa, że jego przyszła rodzina jest bardzo niebezpieczna i zdolna do najgorszych czynów. Jednak między nim a Natashą rodzi się niezwykłe uczucie, przez które narażają się na wielkie niebezpieczeństwo. Zmuszeni do ucieczki, muszą być gotowi na wszystko.

## Piosenki
| # | Piosenkę             | śpiewa(ją)                                                |
| - | -------------------- | --------------------------------------------------------- |
| 1 | Zindagi Do Pal Ki    | KK                                                        |
| 2 | Dil Kyun Yeh Mera    | KK                                                        |
| 3 | Tum Bhi Ho Wahi      | Vishal Dadlani, Suraj Jagan                               |
| 4 | Kites In The Sky     | Hrithik Roshan, Javed Dayma, Suzanne DMello               |
| 5 | Fire                 | Rajesh Roshan, Vishal Dadlani, Anirudh, Anushka Manchanda |
| 6 | Fire English Version | Rajesh Roshan, Vishal Dadlani, Anushka                    |